# Bitka pri Fort Washingtonu
Bitka pri Fort Washingtonu je bila ena od zgodnjih bitk, ki so se bile v ameriški revolucionarni vojni med Združenimi državami in Veliko Britanijo. Potekala je 16. novembra 1776. Britanci so bitko dobili.
Po zmagi nad kontinentalno vojsko (pod poveljstvom Georgea Washingtona) je britanska vojska (pod poveljstvom Williama Howa) želela zavzeti Fort Washington, zadnjo ameriško trdnjavo na Manhattnu. Washington je razmišljal o zapustitvi trdnjave in premestitvi vojaškega tabora 1400 mož v New Jersey, vendar ga je general Nathanael Greene prepričal, naj se bori zanjo. Garnizija je bila razširjena na 3.000 mož.
16. novembra je Howe napadel trdnjavo. Napad je prišel iz treh različnih smeri: s severa, vzhoda in juga. Napad je bil za kratek čas odložen zaradi plime v reki Harlem, ki je nekaterim vojakom preprečila izkrcanje. Ko se je napad začel, so južne in zahodne ameriške obrambe hitro padle. Na severu je bila obramba proti napadu boljša, vendar so sčasoma tudi tam oslabeli. Ker je bila trdnjava obkrožena po kopnem in morju, se je poveljnik trdnjave Robert Magaw odločil predati trdnjavo, namesto da bi jo poskušal obdržati. Skupno je bilo ubitih 59 Američanov, 2.837 pa jih je postalo britanskih ujetnikov. Po tem porazu je bila glavna ameriška vojska pod Georgeom Washingtonom preganjana čez New Jersey in v Pensilvanijo, kar je pripravilo teren za bitki pri Trentonu in Princetonu.